# Capella del Roser de Torrentbò
La Capella del Roser de Torrentbò és una obra d'Arenys de Munt (Maresme) inclosa a l'Inventari del Patrimoni Arquitectònic de Catalunya.

## Descripció
La capella del Roser és d'una sola nau, amb absis semicircular amb dues finestres i petites dimensions. La coberta és a dues aigües amb un campanar d'espadanya amb una campana. S'accedeix a l'interior gràcies a una porta d'arc de mig punt i un ull de bou al damunt.

## Història
Aquesta capella forma part de la finca de Can Miró de Torrentbó i ha estat totalment restaurada.